# Alejandro Cortés (Radsportler)
Alejandro Ivan Cortés Llano (* 2. Dezember 1977 in Manizales) ist ein ehemaliger kolumbianischer Radrennfahrer.
Alejandro Cortés begann seine Karriere 2001 bei dem kolumbianischen Radsportteam 05 Orbitel. In seinem ersten Jahr wurde er Dritter im Straßenrennen der nationalen Meisterschaft und gewann eine Etappe des Clásico RCN. 2003 gewann er eine Etappe der Kolumbien-Rundfahrt. Diesen Erfolg konnte er 2005 wiederholen, nachdem er 2004 ein Teilstück der Vuelta de la Paz für sich entschieden hatte. In der Saison 2006 wurde Cortés kolumbianischer Meister im Straßenrennen. 2009 beendete er seine Radsportlaufbahn.

## Erfolge
2003
- eine Etappe Vuelta a Colombia

2005
- eine Etappe Vuelta a Colombia

2006
- Kolumbianischer Meister – Straßenrennen
- zwei Etappen Vuelta a Colombia

2009
- eine Etappe Vuelta a Colombia

## Teams
- 2001 05 Orbitel

...
- 2003 05 Orbitel
- 2004 05 Orbitel

...
- 2007 Caico Cycling Team